# Книжная летопись
«Кни́жная ле́топись» — государственный библиографический указатель (ГБУ), издаваемый Российской книжной палатой (на основе обязательного бесплатного экземпляра), который информирует о книжных изданиях по всем отраслям знания и практической деятельности и осуществляет первичную библиографическую регистрацию всех новых книг, издаваемых на территории Российской Федерации, а также книг, издаваемых в иностранных государствах по заказу российских издателей.

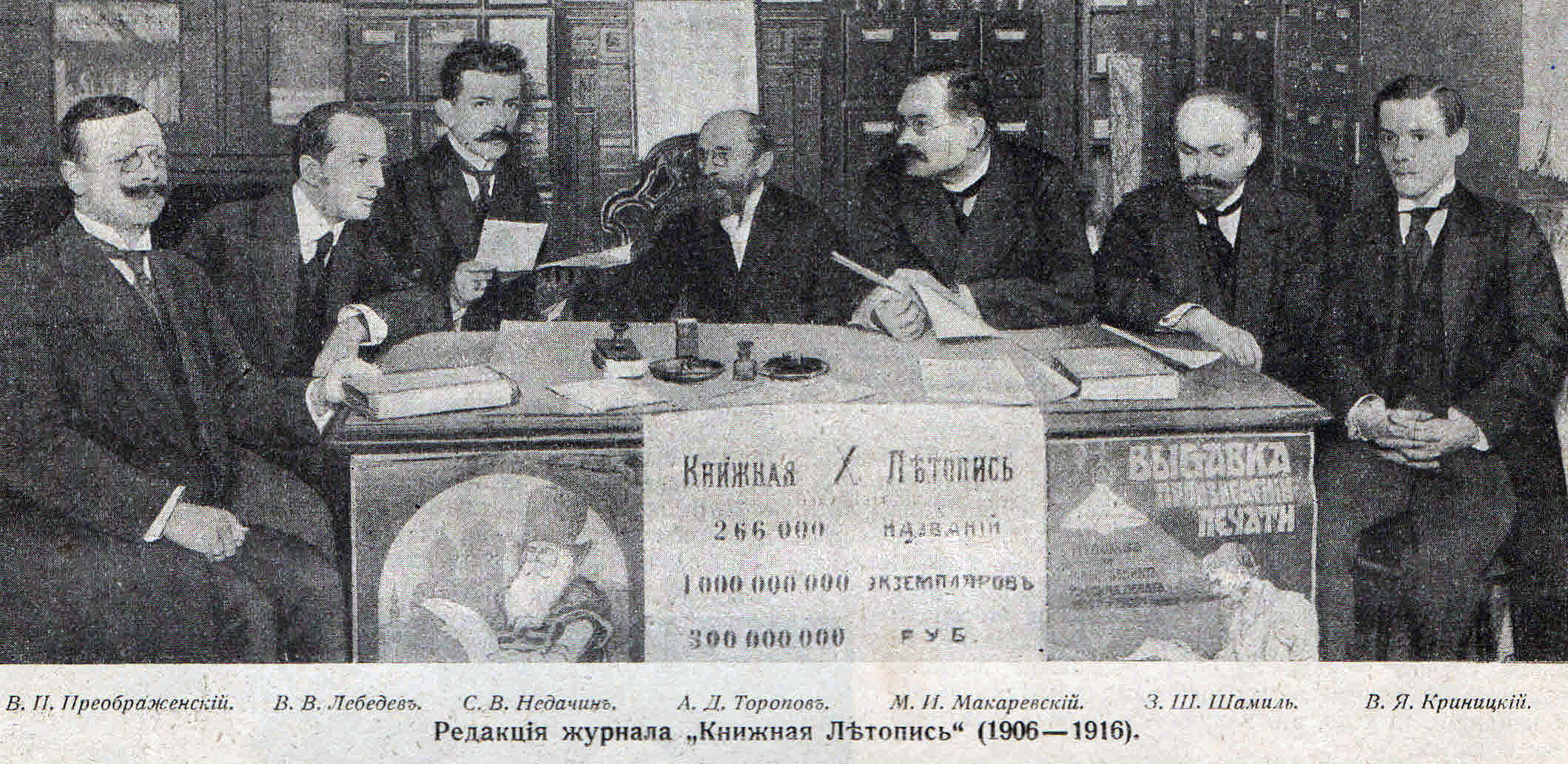
Десятилетие журнала «Книжная летопись», 1917 г. А. Д. Торопов в центре

«Книжная летопись» — старейший из отечественных государственных библиографических указателей. Её основателем был начальник Главного управления по делам печати сенатор А. В. Бельгард. Первый номер был выпущен 31 декабря 1906 года в Петербурге. До Октябрьской революции 1917 года летопись издавалась Главным управлением по делам печати в основном в цензурных целях: еженедельно наряду с данными о новых книгах помещались списки книг, изъятых из продажи, перечни постановлений об уничтожении изданий и т. д. С 1907 по 1916 год «Книжная летопись» анонсировала выход 266 000 книг на 85 языках и наречиях тиражом более одного миллиарда экземпляров стоимостью более 300 000 000 рублей. Издание было еженедельным и выходило каждую субботу. Первым редактором Книжной летописи был библиофил Андрей Дмитриевич Торопов, основавший первое в России «Библиографическое общество». Первыми сотрудниками журнала, наряду с сотрудниками Главного управления по делам печати, были известные учёные и деятели книги: А. И. Гейдукевич, К. Ю. Геруц, Н. Д. Грибоедов, В. Я. Криницкий, М. И. Лаппо, В. В. Лебедев, М. И. Макаревский, С. В. Недачин, В. П. Преображенский, И. В. Цветков, З. Ш. Шамиль.
После революции основной задачей издания стало своевременное информирование читателей о вновь вышедшей литературе. С 1920 года летопись выходит в Москве.
В настоящее время издание выходит еженедельно и информирует о книгах и брошюрах всех видов и типов: официально-документальных, научных, научно-популярных, массово-политических, профессионально-производственных, учебных, справочных, информационных, религиозных, литературно-художественных, изданиях для детей и юношества и для досуга. Здесь же приводится описание большого количества препринтов и информация об отдельных выпусках сериальных изданий, имеющих тематические заглавия, а также о всех нумерованных книжных сериях.
Библиографическая запись об издании включает:
- порядковый номер записи;
- библиографическое описание;
- номер государственной регистрации, под которым издание зарегистрировано в Российской книжной палате;
- индексы УДК.

В каждом номере летописи помещаются именной указатель, указатель языков (кроме русского), на которых напечатаны книги, нумерационный указатель библиографических записей книг и брошюр, на которые не изданы карточки и указатель ошибочных ISBN. Раз в квартал выходит дополнительное издание летописи, содержащее именной, предметный, географический указатели и указатель ошибочных ISBN. Ежегодно отдельным изданием выходит «Книжная летопись. Указатель серий».
Летопись выпускается в печатном и электронном вариантах.